# 佐竹貞義
佐竹 貞義（さたけ さだよし）は、鎌倉時代後期から南北朝時代にかけての武将。佐竹氏の第8代当主。

## 生涯
北条氏得宗家当主・北条貞時より偏諱を受けて貞義と名乗る（具体的な元服の年は不明）。
1303年、多賀郡に興禅寺を建立する。
鎌倉時代末期にあたる1331年（元弘元年、元徳3年）に、源頼朝による守護職創設以来、八田族に独占されてきた常陸国守護職に補任された。
鎌倉幕府の討幕運動が始まると、同年9月に幕府軍の一員として笠置山攻めに参加し、武功を挙げた。しかし、足利高氏の調略を受けて討幕軍に寝返る。建武2年（1335年）11月には、中先代の乱などにおける足利党としての軍忠によって、足利尊氏からもその功績により常陸守護を認められた。それ以来、佐竹氏の世襲となる。
同年、尊氏追討の勅旨を受けた義良親王と陸奥守北畠顕家が軍勢を連れて勿来の関を南下するとの情報を得た足利氏から、貞義をはじめとする与党らとともに行軍阻止の指令を受けた。
1352年9月10日、66歳で死去し、後を嫡男の義篤が継いだ。